# Oliver Ingrosso
Oliver Salvatore Gustavo Wahlgren Ingrosso (Estocolmo; 30 de diciembre de 1989) es un DJ, remezclador y productor discográfico sueco.

## Biografía
Es hijo de la actriz sueca Pernilla Wahlgren y del exbailarín y compositor Emilio Ingrosso, tiene dos hermanos Benjamin Wahlgren Ingrosso (DJ), Bianca Wahlgren Ingrosso (cantante) y un medio hermano Theodor "Theo" Wahlgren. En el 2015 su padre se casó con Åsa Ingrosso.
Por parte de su madre sus tíos son los actores Linus Wahlgren, Niclas Wahlgren y el banquero Peter Wahlgren; y por parte de su padre: el bailarín Vito Ingrosso y Nicola Perrelli.
Sus abuelos maternos son los actores suecos Hans Wahlgren y Christina Schollin, sus bisabuelos paternos son los fallecidos actores suecos Ivar Wahlgren y Nina Scenna. Sus primos son el DJ sueco Sebastian Ingrosso, Tim Hans Adam Wahlgren, Kit Wahlgren, Hugo Wahlgren, Colin Wahlgren y Love Linn Wahlgren.
Sus abuelos paternos son Carmine y Melina Ingrosso.
Es pariente lejano de la actriz Helena Brodin y del ahora fallecido compositor Knut Brodin, por parte de su abuela.

## Carrera
En 2007 apareció en la película Ciao Bella donde dio vida a Enrico, un joven futbolista italiano que se hace amigo del futbolista sueco Mustafa (Poyan Karimi), quien es de ascendencia iraní.
Oliver comenzó una carrera musical como DJ en música progresiva y lanzó un EP llamado "iTrack" junto a Tim Berg (más conocido como Avicii) y Otto Knows.
También ha aparecido con conocidos DJs como Tiësto, Armin van Buuren, Swedish House Mafia, Adrian Lux, Mandy y Adam Beyer.
Ha aparecido como DJ en varios lugares locales de Suecia e internacionalmente en Toronto, Nueva York, Brasil y España.
En 2010 lanzó los tracks "Gino" junto a Tim Berg y Otto Knows, y "LoopeDe" con Tim Berg, Ingrosso y Otto Knows.

## Filmografía

### Películas
| Año  | Título     | Personaje | Notas |
| ---- | ---------- | --------- | --- |
| 2007 | Ciao Bella | Enrico    | junto a Poyan Karimi, Mina Azarian, Arash Bolouri, Maria Hedborg, Lotta Karlge, Chanelle Lindell y Jimmy Lindström |

### Música
| Año  | Single                                                     | Album                              | Tablas de Posiciones |
| ---- | ---------------------------------------------------------- | ---------------------------------- | --- |
| 2012 | "iTrack" (Avicii con Ingrosso y Otto Knows)                | iTrack EP                          | en el Top 40 de los Países Bajos obtuvo el puesto #30 en el Top 100 de los Single de los Países Bajos obtuvo el puesto #53 |
| 2010 | "Run Away" (Kate Ryan con Tim Berg, Ingrosso y Otto Knows) | álbum de Kate Ryan "Electroshocko" | en Bélgica obtuvo el puesto #37                                                                                            |